# Agustín Rocino
Agustín Rocino (nacido el 29 de agosto de 1980 en Buenos Aires, Argentina) es un músico y productor de discos de rock. Fue bajista de Cuentos Borgeanos desde su creación en 2002 hasta su disolución en 2010. En 2011 se unió a Catupecu Machu en batería, grupo con el cual había colaborado en el disco El número imperfecto (2004) y en varias presentaciones en vivo. En 2017 creó Maleboux junto a Macabre de Catupecu Machu y Leandro Spatola de Sick Porky, con el cual editó Perfume Solar (EP 2017), Astrolavers (EP 2018), Impar (2019), Reset 0 (EP 2020) y Reset 1 (EP 2020). En 2018 se unió a Fantasmagoria, y en 2020 creó Los Días en Marte, donde editaron un EP . En 2021 creó Houston y Los Problemas, junto al reconocido músico casildense Vito Parma.
Participó como músico invitado en bandas como Carajo, Sick Porky, Ese Perro, Pablo Oliva, entre otros. Como productor participó en los 3 discos de Sick Porky, el disco de Ese Perro Las Partes, y muchos discos reconocidos en el under argentino.

## Trayectoria

### Cuentos Borgeanos
En el año 2002 formó Cuentos Borgeanos junto a Abril Sosa (exbaterista de Catupecu Machu) en guitarra y voz, Lucas Hernández en batería y Diego López en guitarra. Rocino se desempeñó como bajista hasta su disolución en el año 2010. Editaron cuatro discos de estudio y compartieron escenarios con artistas de la talla de The Police, The Killers, Beck, 30 seconds to Mars, etc.

### Catupecu Machu
Luego de la separación de Cuentos Borgeanos, tras un año de tocar en varios proyectos, se unió como baterista de Catupecu Machu tras la salida de Javier Herrlein. En el año 2011, a poco de haber ingresado, editaron El Mezcal y la Cobra, con el que se presentaron en diversas ciudades del país, así como en México, Uruguay, Paraguay, Chile y otros puntos de Latinoamérica.

## Discografía
Con Cuentos Borgeanos
- Fantasmas de lo Nuevo, 2002
- Misantropía, 2004
- Felicidades, 2007
- Psicomágico, 2009

Con Catupecu Machu
- El mezcal y la cobra, 2011
- 20 anos, El Grito Despues, 2014

Con Maleboux
- Perfume Solar, 2017
- Astrolavers, 2018
- Nectar, 2019
- Impar, 2019
- Reset 0, 2020
- Reset 1, 2021

Con Fantasmagoria
- La Ingesta, 2019
- Carton Lleno, 2019
- Home Studio, 2020
- 100.000 Veces, 2020
- Ahora / Después, 2021